# Myrmecomelix pulcher
Myrmecomelix pulcher là một loài nhện trong họ Linyphiidae. Loài này được phát hiện ở Ecuador và Peru.